# Crédit suisse
Le Crédit suisse, devenu Credit Suisse Group AG (selon les changements de statut et de raison sociale intervenus en 1989 puis en 1993), est un ancien groupe bancaire dont le siège social est basé à Zurich, en Suisse. En 2016, les actifs gérés s’élèvent à 1 251 milliards de francs suisses. La banque est régulièrement listée parmi les Bulge Brackets, le groupe comprenant les banques d'investissement les plus rentables ainsi que les plus importantes pour le système financier mondial.
Le 19 mars 2023, UBS rachète le Crédit suisse pour 3 milliards de francs suisses, alors que la banque est dans une situation difficile,. Dans ce cadre, le Crédit suisse fusionne avec UBS, une opération définitivement finalisée le 1er juillet 2024, et le président d'UBS annonce la disparition à terme de tout reste de la marque Crédit Suisse.

## Histoire

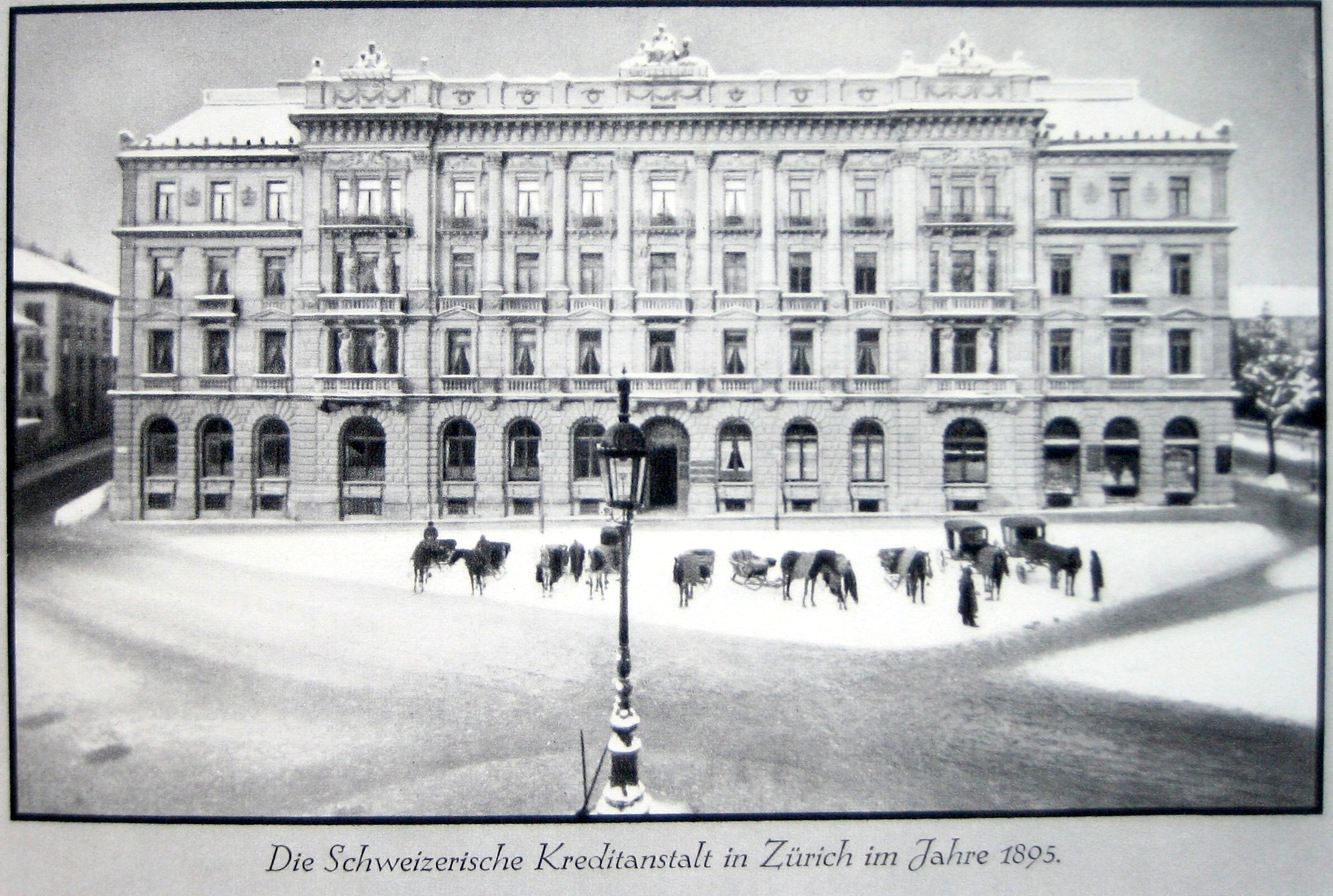
Le siège du Crédit suisse sur la Paradeplatz à Zurich (1895).

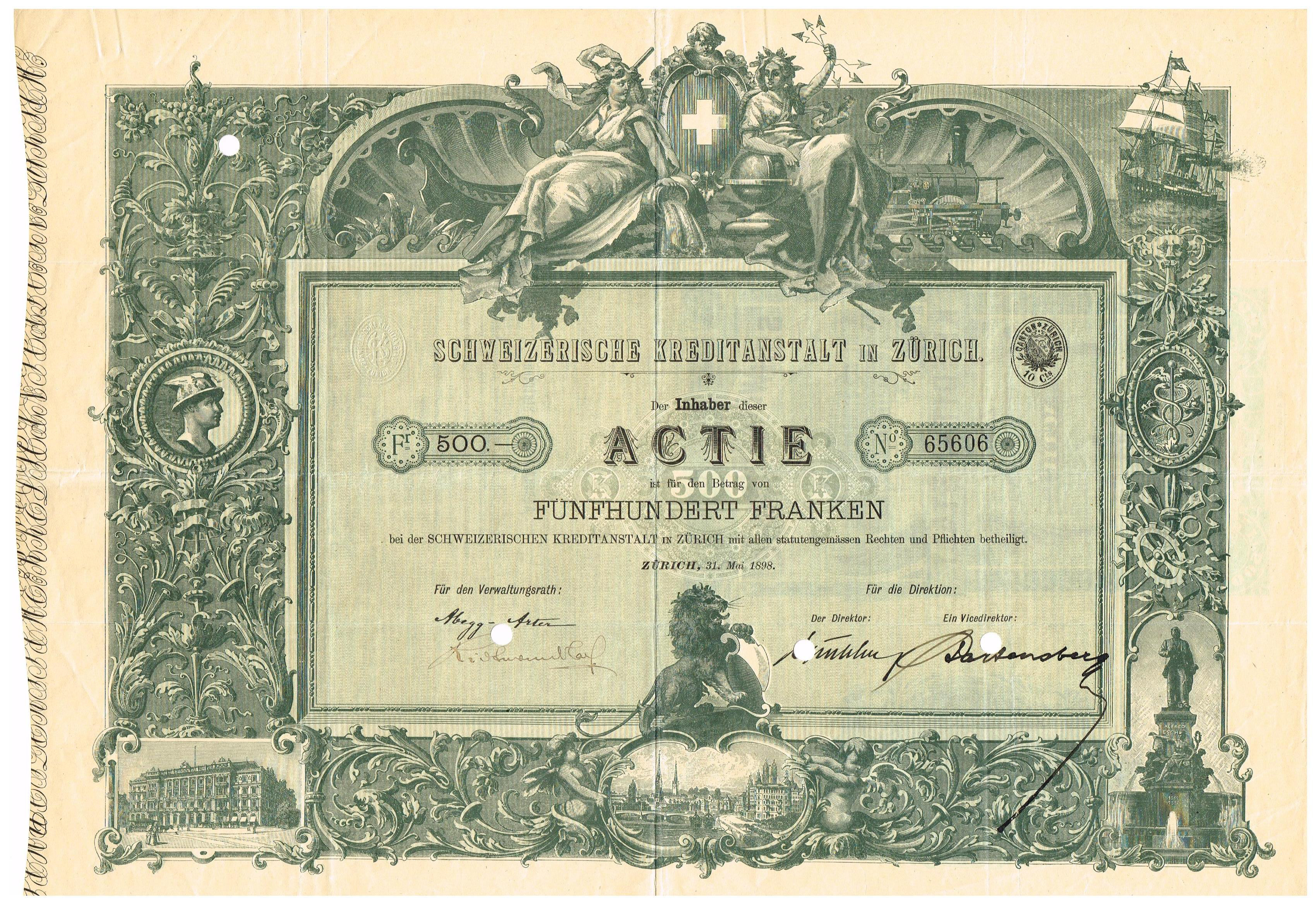
L'action de la Schweizerische Kreditanstalt, datée du 31 mai 1898.

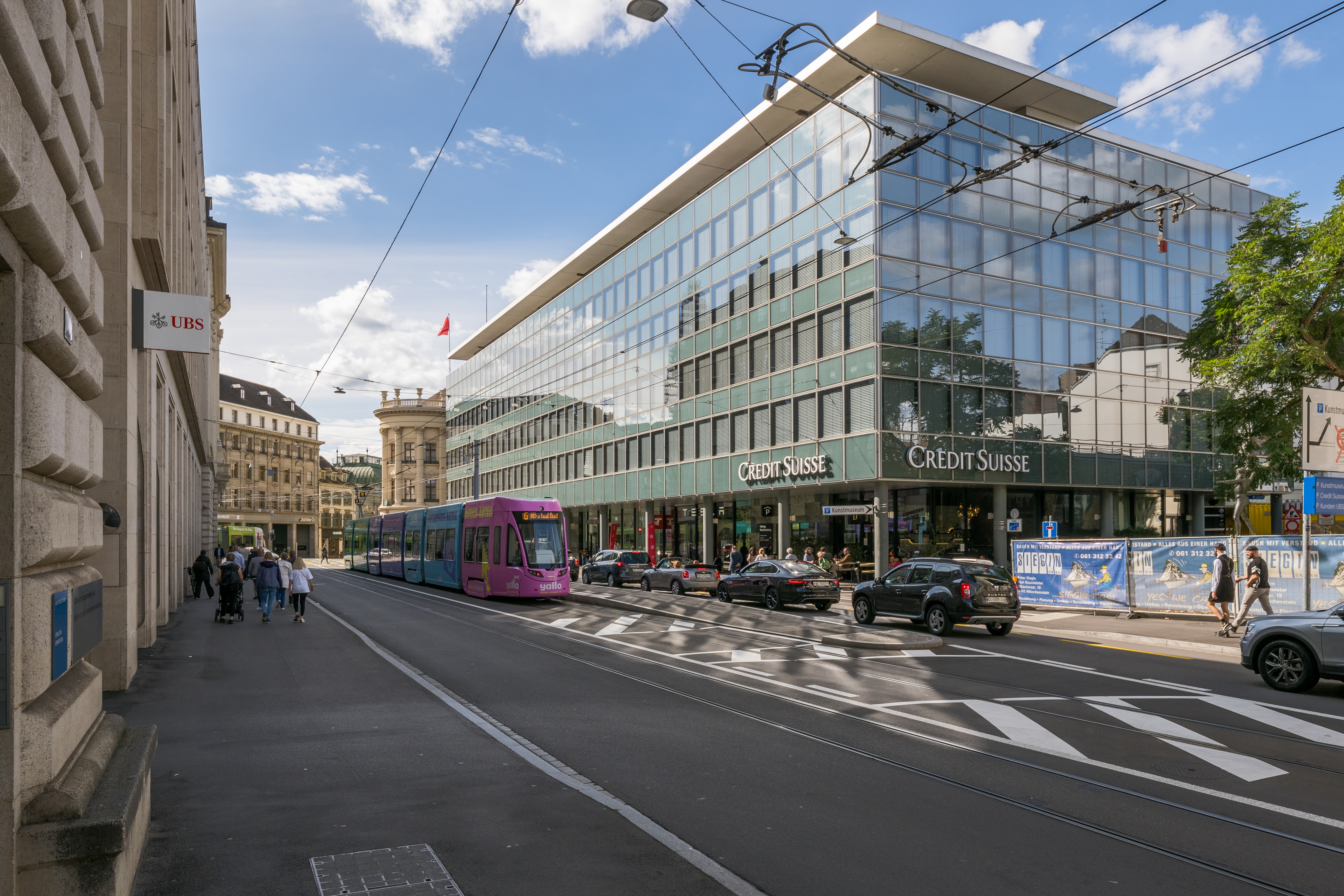
(UBS et) Credit Suisse à Bâle

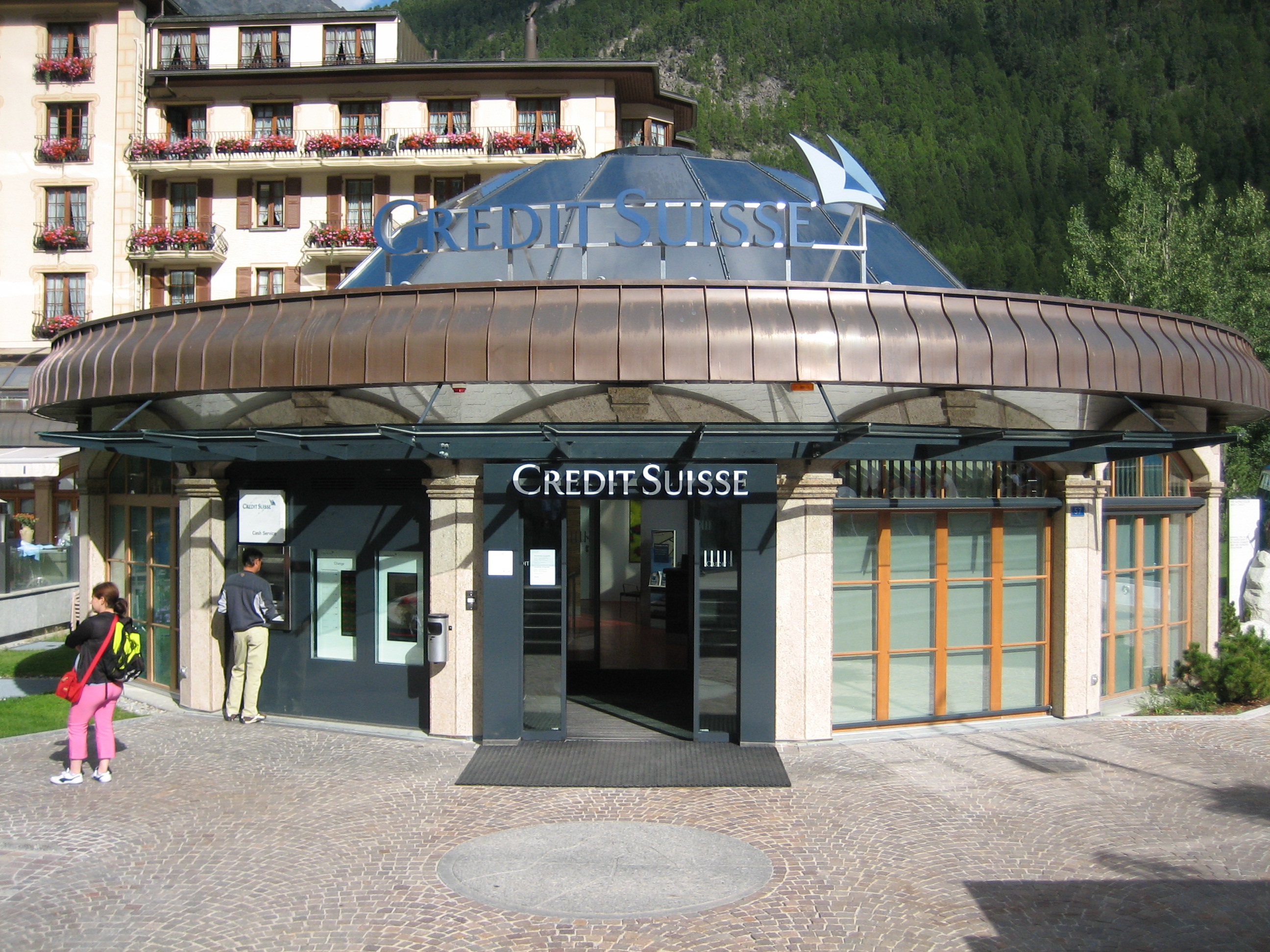
L'agence bancaire du Crédit suisse à Zermatt (2007).

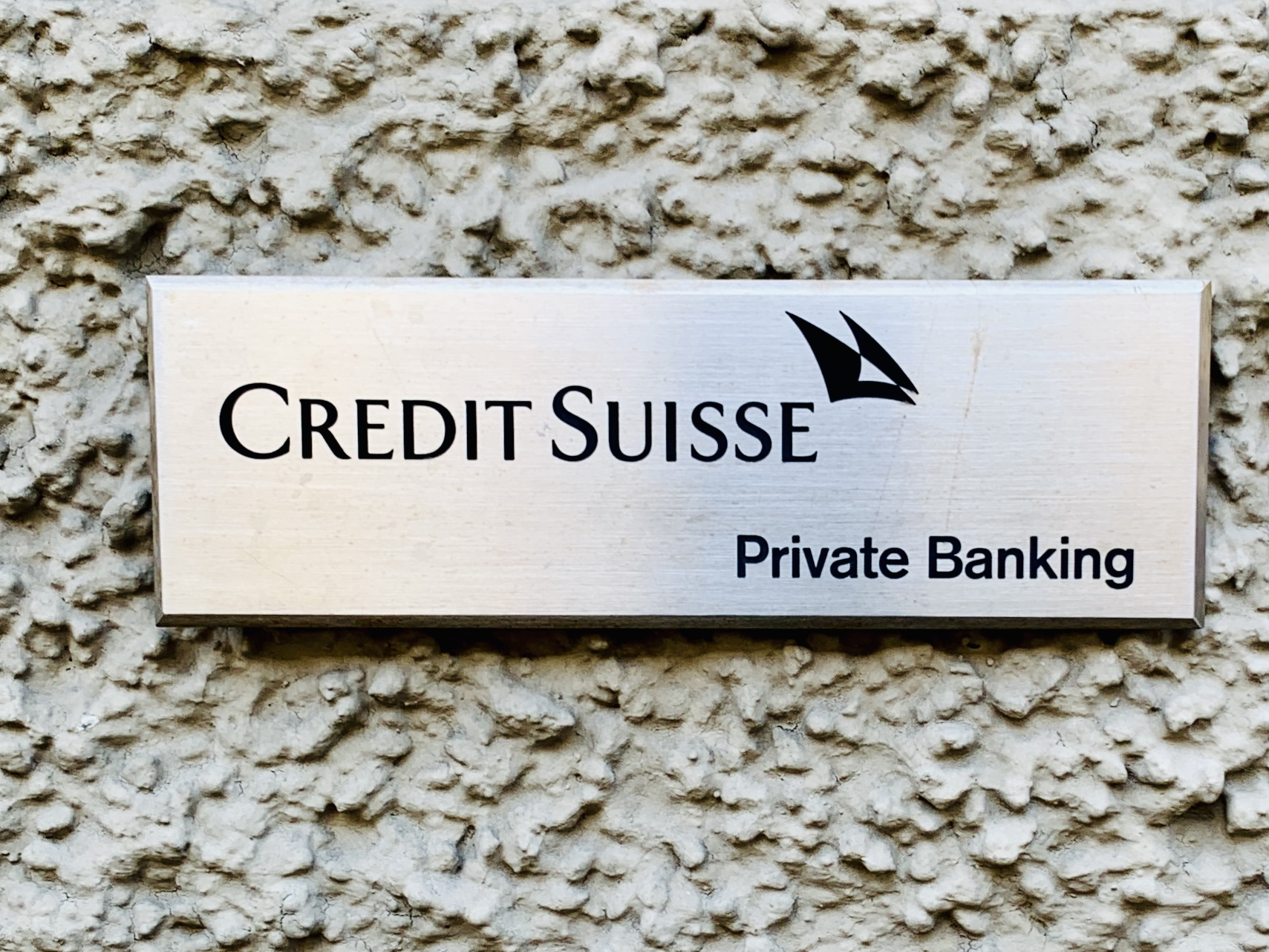
Le logo du Crédit suisse à la succursale d'Oerlikon à Zurich (2019).

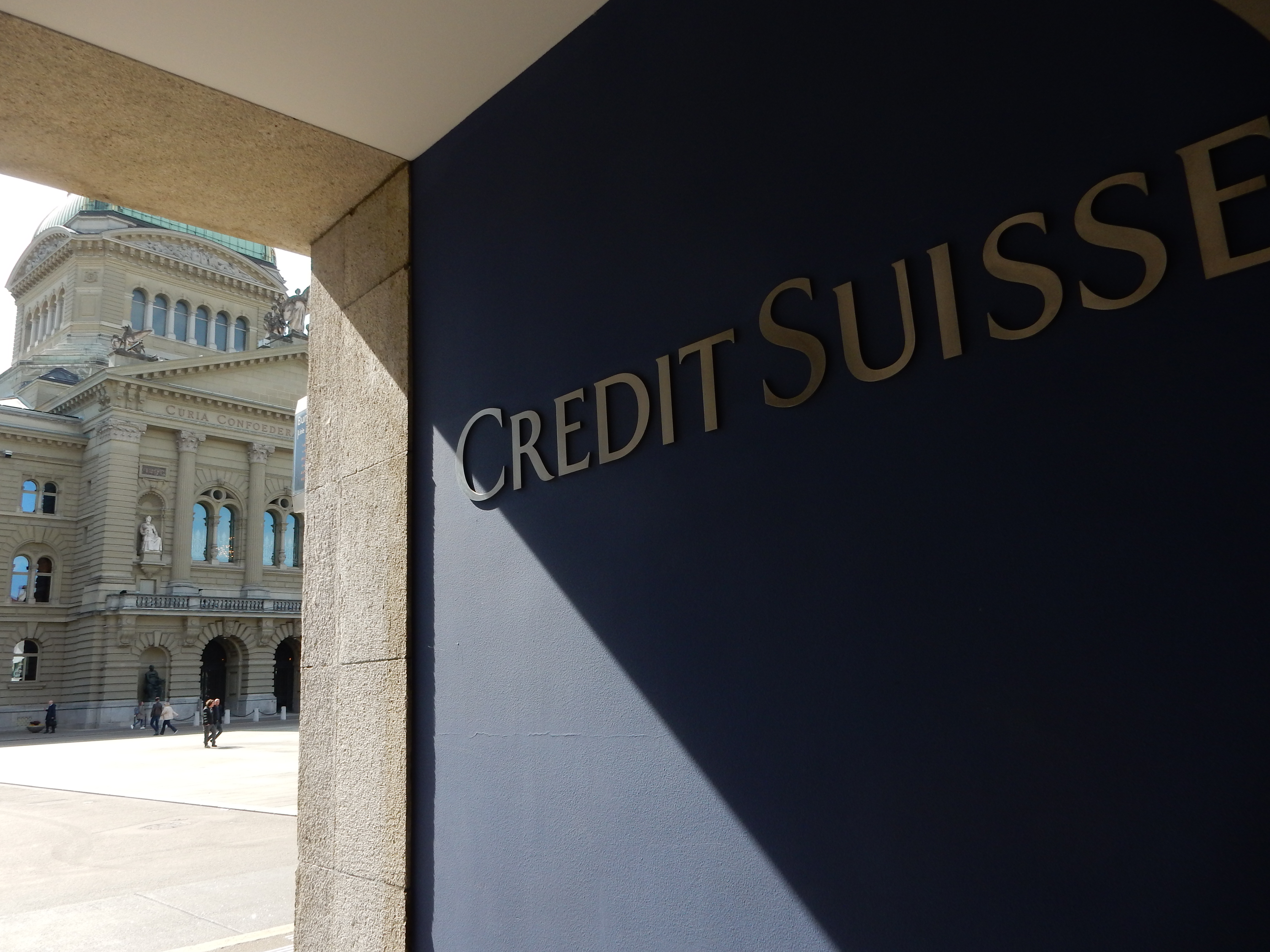
Le logo du Crédit suisse et le Palais fédéral sur la Place fédérale en arrière-plan à Berne (2023).

La Schweizerische Kreditanstalt (SKA) est créée à Zurich en 1856 par des industriels et des politiciens avec l’aide d’Alfred Escher,. Elle devient rapidement la première banque commerciale de Suisse, travaillant principalement dans le crédit (clients commerciaux), elle finance ainsi une part importante du transport ferroviaire en Suisse. Une réorganisation est effectuée dans les années 1860, à la suite de pertes et de mauvaises spéculations. SKA participe en 1879 à la création de la Banque suisse des chemins de fer, en 1890 à celle de la Banque des chemins de fer orientaux et en 1895 à celle de la banque d’entreprises électriques. À partir de 1905, avec l’ouverture d’une succursale à Bâle, la banque commence à créer son réseau de succursales dans le pays ; elle rachète la Banque Marcuard & Cie en 1919.. Le premier conflit mondial fait souffrir la banque en ce qui concerne ses opérations internationales. Les années 1930, puis la Seconde Guerre mondiale lui permettent de financer un contingent de 12 000 anciens nazis en Argentine via un compte estimé à 35 milliards d'€, spoliés à des familles juives.
La première succursale à l’extérieur de la Suisse est ouverte en 1940 à New York. S’ensuit une longue période de croissance et développement, pendant laquelle de nombreuses succursales voient le jour à travers le monde. En 1977, le scandale de Chiasso survient ; la banque y perd 1,4 milliard de francs suisses. En 1988, le Crédit suisse acquiert une participation de 44,5 % dans First Boston, par la fusion de First Boston et Credit Suisse-First Boston,, une coentreprise entre les deux groupes datant de 1978. La nouvelle entité après cette opération, prend le nom de Credit Suisse First Boston. En 1989, le Crédit suisse change de statut pour devenir une holding nommée Credit Suisse Holding AG. En 1990, le Crédit suisse monte sa participation dans First Boston, de 44,5 % à 60 %. En 1990, il acquiert une participation majoritaire dans Bank Leu, la plus vieille banque de Suisse. En 1993, le Crédit suisse acquiert la Banque populaire suisse (BPS), pour 1,6 milliard de francs suisses. L'année suivante, il acquiert la nouvelle banque d'Argovie pour 900 millions de francs suisses.
En 1997, la CS Holding change de statut pour devenir le Credit Suisse Group. La même année, le groupe fusionne ses activités avec Winterthur assurances, créant un ensemble ayant une capitalisation de 21 milliards de livres,,. Toujours en 1997, il rachète les activités françaises de la banque Hottinguer à Paris. En 1998, il acquiert Banco Garantia, une banque brésilienne spécialisée dans la banque d'affaires, pour un milliard de francs suisses. En 2000, le groupe emploie environ quatre-vingt mille personnes dans le monde, pour vingt-huit mille en Suisse.
En 2000, le Crédit suisse reprend pour 12,8 milliards de dollars Donaldson, Lufkin & Jenrette (DLJ), une banque américaine d'investissement détenue à 70 % par Axa,. En 2003, il vend Pershing, une filiale de Credit Suisse First Boston, pour 2 milliards de dollars à Bank of New York. La même année, il cède les sociétés de la Winterthur Republic aux États-Unis, pour 127 millions d'euros ; il cède également Winterthur Italie pour 1,47 milliard d'euros à Unipol Assicurazioni, ainsi que Churchill Insurance Group, filiale spécialisée dans l'assurance au Royaume-Uni. En 2006, il cède Winterthur à Axa pour 6,2 milliards de livres. En septembre 2007, le Crédit suisse est touché par la crise des subprimes du marché hypothécaire américain.
En 2006, le Crédit suisse annonce la fusion de ses activités dans la banque privée en fusionnant Credit Suisse Fides, Clariden Bank, BGP Banca di Gestione Patrimoniale, Bank Hofman et Bank Leu regroupées dans une nouvelle entité nommée Clariden Leu. À la fin de 2006, la fusion des activités banque privée et Leasing et de l'intégration City Bank SA forme sa filiale Bank-now, spécialisée dans la banque privée et le leasing, qui dispose de vingt-quatre succursales réparties dans toute la Suisse et emploie plus de trois cents collaborateurs.
En mai 2014, le Crédit suisse paie une amende de 2,6 milliards de dollars aux États-Unis pour son aide à l'évasion fiscale de ressortissants américains. En mars 2016, il annonce la réduction de la taille de ses activités dans la banque d'investissement avec la suppression de deux mille postes dans cette branche. Au total, six mille suppressions de postes sont prévues pour 2016. En décembre de la même année, le Crédit suisse annonce avoir conclu un accord avec le ministère de la Justice américain sur la crise des subprimes contre le paiement de 5,28 milliards de dollars. En mai 2017, il doit payer une nouvelle amende de quatre cents millions de dollars pour mettre fin aux poursuites engagées par le régulateur américain des caisses d'épargnes dans le cadre de la crise des subprimes. En avril 2019, le Crédit suisse annonce l'acquisition de 17 % dans sa filiale chinoise Credit Suisse Founder Securities pour faire monter sa participation dans cette dernière à 51 %. En août 2020, le Crédit suisse annonce une réorganisation de ses activités en Suisse, qui passe entre autres par la fusion des activités de la filiale régionale Neue Aargauer Bank avec celles exploitées sous la marque Crédit suisse, par une suppression de 500 postes et par un développement des services numériques.
En 2021, l'effet de la débâcle du fonds d'investissement Archegos Capital sur les comptes de la banque est estimé 4,4 milliards de francs suisses (environ 4 milliards d'euros).
En novembre 2022, le Crédit suisse annonce une perte avant impôt susceptible d'atteindre 1,5 milliard de francs au quatrième trimestre et informe que des clients fortunés avaient effectué d'importants retraits de fonds. L'action Crédit suisse tombe à un plus bas historique, à moins de trois francs suisses, après le très mauvais accueil réservé au droit de souscription de la banque déficitaire. Le Crédit suisse, affaibli par une série de scandales et de pertes financières, s'efforce alors de financer sa restructuration notamment en procédant à une augmentation de capital de quatre milliards de francs.
Le 15 mars 2023, le cours de l'action Crédit suisse chute de plus de 30 % après que l'actionnaire saoudien a déclaré ne pas vouloir augmenter sa participation. Le Crédit suisse étant une banque considérée comme systémique, elle entraîne dans sa chute des mouvements de forte baisse des actions bancaires et plus généralement des bourses mondiales pendant les jours qui suivent,.

## Rachat et fusion avec UBS
Le 19 mars 2023, le Financial Times annonce le rachat du Crédit suisse par UBS. L'information est confirmée par la suite par le gouvernement fédéral suisse. Le Crédit suisse annonce qu'un accord de fusion a été conclu dont UBS sera l'entité survivante après la clôture de la transaction de fusion, qui sera finalisée dans le courant de l'année 2024. Ce rachat a pour but d’éviter un mouvement de panique à la réouverture des marchés. La transaction s’élève à 3 milliards de francs suisses,. En retour, la conseillère fédérale Karin Keller-Sutter annonce que UBS va bénéficier d'une garantie de 9 milliards de francs suisses de la part du gouvernement suisse. Pour soutenir financièrement UBS dans la réalisation de l'opération, la Banque nationale suisse (BNS) a accepté de prêter jusqu'à 100 milliards de francs suisses. Christine Lagarde, la présidente de la Banque centrale européenne (BCE), salue « l'action rapide » des autorités suisses.
Le 20 mars 2023, le rachat du Crédit suisse par UBS provoque initialement une baisse du secteur bancaire européen avant que les cours remontent fortement pour terminer la séance en hausse,,. Le 27 mars 2023, Ammar al-Khudairy, le président de la Saudi National Bank (SNB) qui est le premier actionnaire du Crédit suisse avant son rachat au début du mois, démissionne après le rachat du Crédit suisse,,. Le conseil d'administration de la banque nationale saoudienne « a accepté la démission » d'Ammar al-Khudairy « pour des raisons personnelles », selon le communiqué,.
Le 29 mars 2023, le Crédit suisse est accusé d'avoir caché 100 millions de dollars au fisc américain à la suite d'un rapport du Sénat des États-Unis,. Ce rapport est la conclusion de deux années d'enquête menée afin de s'assurer que le Crédit suisse avait bien modifié ses pratiques en la matière, après avoir accepté en 2014 de payer une amende de 2,6 milliards de dollars pour mettre fin à des poursuites face aux mêmes accusations.
Le 2 avril 2023, l’hebdomadaire zurichois SonntagsZeitung avance, en citant des sources internes anonymes, que 25 000 à 36 000 postes, soit de 20 % à 30 % de l'effectif, pourraient être supprimés à la suite de la fusion des deux groupes bancaires,. Crédit suisse prévoyait déjà 9 000 suppressions de postes d'ici 2025 avant l’opération,.
Le 5 avril 2023, le gouvernement suisse supprime primes et bonus des dirigeants du Crédit suisse. Un millier d'employés sont concernés, l'opération réduit les coûts de personnel de 50 à 60 millions d'euros.
Le 31 octobre 2023, le Président d'UBS Sergio Ermotti confirme que la marque Crédit Suisse ne sera pas conservée et est vouée à disparaître.
L'opération de fusion entre UBS et Crédit Suisse est définitivement finalisée le 1er juillet 2024, lorsque Credit Suisse cesse d'exister en tant que personne morale. L'ex-banque est radiée du registre du commerce du Canton de Zurich et voit tous ses droits et obligations repris par UBS, y compris les anciens clients de Crédit Suisse.
Le 23 juillet 2024, UBS vend une ancienne branche d'investissement de Crédit Suisse, Credit Suisse Insurance Linked Strategies Ltd. Celle-ci fonctionnera en conséquence indépendamment d'UBS.

### Réactions politiques
Le conseiller national et président du groupe socialiste à l'Assemblée fédérale Roger Nordmann déclare le 19 mars dans le cadre de cette opération de rachat que le peuple suisse et la Banque nationale suisse (BNS) risquent au total 209 milliards de francs. Il condamne l'échec de la politique de surveillance du secteur bancaire, pointant le laxisme de l'Autorité fédérale de surveillance des marchés financiers (FINMA), et le peu de marge de manœuvre que lui donne la loi pour exercer son devoir de surveillance des banques systémiques. Il rappelle que la gauche avait demandé de séparer les activités bancaires des activités spéculatives, ainsi que la fin des bonus dans les banques systémiques qui offrent ce type de risque. Il note que la majorité de droite, UDC, PLR et Le Centre (anciennement PDC et PBD), avaient refusé ces propositions.
Le 20 mars 2023, l’UDC déclare considérer que la crise du Crédit suisse est la conséquence d’une « mauvaise gestion » et du copinage des dirigeants avec le PLR. Thierry Burkart, président du PLR, réplique en accusant l’UDC de faire du populisme à bon marché et demande que les responsabilités soient clarifiées, afin notamment de déterminer si la FINMA a fait son travail ou non. Il ajoute : « Dans ce contexte, il convient de rappeler que le Département fédéral des finances a été dirigé jusqu’à récemment par un ténor de l’UDC », ciblant directement l’ex-conseiller fédéral Ueli Maurer. Le PLR, à la suite de ce rachat, veut également éviter la création d’une mégabanque.
Le 21 mars 2023, plus d’un quart des membres du Conseil national demande la convocation d’une session extraordinaire du Parlement. Celle-ci a lieu du 11 au 14 avril 2023.

### Commission d'enquête parlementaire en Suisse
En juin 2023, une commission d'enquête parlementaire est avalisée par le Conseil national et le Conseil des États sur le rachat de Crédit suisse par UBS. La commission comptera quatorze membres, sept issus du Conseil national et sept issus du Conseil des États, selon la répartition suivante : 3 PLR, 3 UDC, 3 du Centre, 2 du PS, 2 des Verts et 1 membre vert’libéral. Onze membres proviennent de la Suisse alémanique et trois, de la Suisse romande.
- Représentants du PLR : Daniela Schneeberger (BL), Philippe Bauer (NE), Andrea Caroni (AR).
- Représentants de l'UDC : Werner Salzmann (BE), Thomas Matter (ZH) et Alfred Heer (ZH).
- Représentants du Centre : Isabelle Chassot (FR), Présidente de la commission, Heidi Z'graggen (UR), Leo Müller (LU).
- Représentants du PS : Roger Nordmann (VD) et Daniel Jositsch (ZH).
- Représentants des Verts : Franziska Ryser (SG), vice-présidente de la commission, et Maya Graf (BL).
- Représentants des Vert’libéraux : Roland Fischer (LU).

### Actionnaires
En août 2022, le premier actionnaire de Credit Suisse Group était la société de gestion américaine Harris Associates. Harris Associates détenait plus de 10 % du capital-action, soit l’équivalent de 1,2 milliard de francs au cours du jour. Elle était elle-même contrôlée par le groupe bancaire français Natixis. L'ensemble de cette participation est ensuite vendu début mars 2023. Le premier actionnaire est alors devenu la Saudi National Bank avec 9,88 % du capital. Celle-ci a déclaré début mars 2023 ne pas vouloir soutenir le Crédit suisse en augmentant sa participation.

## Faits et chiffres
Les actions nominatives de Credit Suisse Group étaient cotées à la bourse suisse à Zurich, dans l'indice principal SMI, ainsi qu’au New York Stock Exchange (NYSE), sous la forme d’American depositary receipts (ADR) jusqu'en 2023.
Au 31 mars 2005 :
- au premier trimestre 2005, le groupe a réalisé un bénéfice net de 1 910 millions de francs suisses ;
- le groupe enregistrait des actifs gérés de 1 271,6 milliards de francs suisses ;
- le groupe affichait un total de bilan de 1 159 711 millions de francs suisses ;
- le ratio BRI cat. 1 du groupe s’est situé à 12,1 %.

En 2016 :
- le groupe gèrait des actifs d'un montant de 1 251 milliards de francs suisses[73] ;
- au 13 décembre 2016, les notations de long terme de l'entité Credit Suisse AG sont A1 pour Moody's, A pour Standard & Poor's et A pour Fitch Ratings[74] ;
- le groupe opèrait dans une cinquantaine de pays et employait 47 170 personnes[73] originaires de plus de cent nations ;
- au 31 décembre 2016, les actionnaires enregistrés étaient au nombre de 118 019, dont 86 % d'investisseurs institutionnels, 10 % d'investisseurs privés et 4 % d'autres investisseurs[73].

Au premier trimestre de 2021 :
- Le groupe gèrait des actifs d'un montant de 1 600 milliards de francs suisses[75].

## Organisation
La banque était légalement organisée en deux organismes nommés officiellement Credit Suisse Group AG et Credit Suisse AG, dont dépendaient des filiales regroupées en quatre divisions intitulées :
- Global Markets and IB&CM Divisions (marchés mondiaux, banque d'investissement, marchés de capitaux) : 14 620 employés en 2016[73] ;
- Asia Pacific Division (Asie et Pacifique) : 6 980 employés ;
- International Wealth Management Division (gestion de patrimoine internationale) : 10 300 employés ;
- Swiss Universal Bank Division (banque universelle en Suisse) : 13 140 employés.

### Directeurs généraux
| Noms                       | Dates                       | Commentaires |
| -------------------------- | --------------------------- | --- |
| Ulrich Körner              | juillet 2022 – juillet 2024 | |
| Thomas Gottstein           | février 2020 – juillet 2022 | |
| Tidjane Thiam              | 2015 – 2020                 | |
| Brady Dougan               | 2007 – 2015                 | |
| Oswald Grübel              | 2004 – 2007                 | a aussi été directeur général de l'UBS de 2009 à 2011                                                                         |
| Oswald Grübel et John Mack | 2002 – 2004                 | direction bicéphale |
| Lukas Mühlemann            | 1997 – 2002                 | |
| Josef Ackermann            | 1993 – 1996                 | |
| Robert A. Jeker            | 1983 – 1993                 | |
| Rainer E. Gut              | 1977 – 1982                 | devenu par la suite de 1983 à 2000, président du conseil d'administration et depuis 2000 président d'honneur du Crédit suisse |
| Heinz R. Wuffli            | 1973 – 1977                 | donnera sa démission à la suite du scandale de Chiasso                                                                        |
| Eberhard Ernst Reinhardt   | 1963 – 1973                 | |

## Identité visuelle
Le premier signe SKA de 1856 - le lettrage SKA - a été suivi en 1930 d'une pièce de monnaie de 20 étoiles pour les succursales et le siège social. La nouvelle marque de 1952 contenait pour la première fois une image ; elle montre une ancre comme symbole de confiance, entourée par Anchored in Trust au-dessus et Schweizerische Kreditanstalt au-dessous.
En 1967, la banque lance sa première campagne publicitaire systématique. En 1968, la croix de Wermelinger a été choisie comme nouveau logo à la suite d'un large concours.
En 1976, SKA a de nouveau introduit un nouveau logo en rouge, blanc et bleu. En 1997, le logo a été révisé et modernisé. En 2006, le Crédit suisse lance un nouveau logo à l'occasion de son cent cinquantième anniversaire. En 2022, la banque retouche légèrement son logo ; les initiales « C » et « S » ont désormais la même taille que les autres lettres.

Logo utilisé de 1997 à 2006.
Logo utilisé de 2006 à 2022, version modifiée en 2014 ; les voiles sont un rappel du logo historique de la First Boston.
Logo utilisé depuis 2022 jusqu'à la disparition de la banque.

## Produits financiers
Avant sa disparition, le Crédit suisse soutenait une stratégie appelée bancassurance qui consistait à essayer d'être une entreprise unique qui offre tous les produits de services financiers communs,. La banque d'investissement s'adressait aux entreprises et aux particuliers fortunés de plus de cinquante mille euros[Information douteuse].
Le Crédit suisse a développé le modèle « CreditRisk+ » d'évaluation des risques dans les prêts, qui se concentre exclusivement sur la probabilité de défaut sur la base de la méthode exogène de Poisson. En 2002, environ 20 % des revenus du Crédit suisse provenaient des activités d'assurance qu'il avait acquises lors de l'acquisition de l’assurance Winterthur en 1997. Les produits d'assurance de la banque d'investissement étaient principalement populaires sur le marché intérieur et comprennent, entre autres, des produits d'assurance automobile, incendie, habitation, vie, invalidité et retraite. Historiquement, 20 à 40 % des revenus de la banque proviennent des services bancaires privés, l'une de ses divisions à marge bénéficiaire plus élevée.
Le Crédit suisse produisait l'un des six hedge funds qui suivent les indices boursiers européens utilisés pour évaluer la performance des marchés,. La banque d'investissement détenait également une participation de 30 % dans la société d'investissement de fonds de couverture York Capital Management.
Le Crédit suisse gèrait les instruments financiers de l'indice Dow Jones Credit Suisse long/short equity (initialement appelé Credit Suisse/Tremont Hedge Fund Indexes).
Selon un article paru en 2011 dans SeekingAlpha, les gestionnaires de placement du Crédit suisse privilégiaient les valeurs financières, technologiques et énergétiques. Le responsable des investissements en actions de la banque en Europe a déclaré que l'équipe se concentrait sur « la valeur avec un accent sur les flux de trésorerie disponibles ». Elle s'intéresse également aux sociétés qui subissent des changements de gestion susceptibles d'influencer le cours des actions. Selon un article paru dans le Wall Street Journal, le responsable du International Focus Fund du Crédit suisse ne conserve qu'un portefeuille de 40 à 50 actions au lieu de la norme sectorielle de plus de 100. Le Crédit suisse publie ses conseils en placement dans quatre publications : Compass, Viewpoints, Research et le Credit Suisse Investment Committee Report.
Pris à partie en novembre 2018 par des militants pour le climat qui ont joué au tennis dans les agences de Lausanne, Genève et Bâle pour protester contre les investissements de la banque dans les énergies fossiles, le Crédit suisse a rejeté le désinvestissement complet des combustibles fossiles mais a déclaré qu'il « cherche à aligner ses portefeuilles de prêts sur les objectifs de l'accord de Paris » et « n'investira plus dans de nouvelles centrales à charbon ». Le thème du tennis a été choisi pour inciter Roger Federer à rompre son lien avec ce sponsor.

## Condamnations et controverses

### Violation des sanctions américaines
En décembre 2009, le Crédit suisse a accepté de payer 536 millions de dollars aux autorités américaines pour mettre fin aux poursuites pour violation des sanctions économiques américaines visant plusieurs pays, dont l’Iran et le Soudan,.

### Évasion fiscale

#### Aux États-Unis
En mai 2014, le Crédit suisse a été condamné à payer 2,6 milliards de dollars (amendes et remboursements) à différentes autorités américaines pour avoir aidé des citoyens américains à dissimuler à l’étranger des comptes bancaires,. Cette condamnation fait notamment suite à l'audition le 26 février 2014 devant le Sénat des États-Unis, du directeur général Brady Dougan. Il est questionné notamment par les sénateurs Carl Levin, John McCain, Tom Coburn, sur la base d'un rapport de 200 pages, qui indique notamment que la banque aurait servi plus de 22 000 clients totalisant une fortune de 12 milliards de francs, à l’époque de grande activité offshore avec les États-Unis. La plus grande partie de cette somme, soit entre 85 et 95%, aurait échappé à l’impôt.

#### En France
En 2016, le parquet national financier (PNF) reçoit des signalements dans le cadre d’une entraide financière pour blanchiment de fraude fiscale et de démarchage bancaire illégal. Son enquête montre que 5 000 clients français disposaient de comptes au Crédit suisse non déclarés à l’administration fiscale française, pour un total de 2 milliards d’euros dissimulés.
En octobre 2022, par une convention judiciaire d'intérêt public (CJIP), l'entreprise accepte de payer 238 millions en échange de l'abandon des poursuites pour démarchage illégal de clients et blanchiment aggravé de fraude fiscale en France. Le Crédit suisse accepte une CJIP avec le parquet national financier. Elle évite ainsi un procès en France et solde son litige tant avec l’administration fiscale française (115 millions d’euros de dommages et intérêts) et avec le PNF (amende de 123 millions d’euros).

### Corruption
En juillet 2018, la filiale hongkongaise du Crédit suisse a payé près de 77 millions de dollars d'amende au département de la Justice américain et à la Securities and Exchange Commission (SEC) pour des faits de corruption en Chine,. Elle était accusée d'avoir embauché, de 2007 à 2013, des proches de responsables politiques chinois afin de gagner les faveurs de ces derniers et générer ainsi davantage de revenus.

### Argent sale et blanchiment
En février 2022, le Crédit suisse est au centre de la fuite d'information « Suisse secrets » dévoilée par le Organized Crime and Corruption Reporting Project.

### Liens avec les oligarques russes
En mars 2022, dans les suites de l'invasion de l'Ukraine par la Russie en 2022, le Crédit suisse a possiblement demandé aux investisseurs de détruire les documents liés aux prêts aux oligarques russes pour achats de yachts, de jets privés, de biens immobiliers et d'actifs financiers. Selon le Financial Times, le Crédit suisse a utilisé des produits dérivés pour se décharger de risques liés à 2 milliards de dollars de prêts aux oligarques russes.

### Autres scandales[115]
Depuis mars 2021, le Crédit suisse a connu plusieurs scandales :
- faillite de la société financière Greensill Capital en mars 2021[117];
- faillite du fonds américain Archegos Capital Management[118];
- amendes pour des prêts illicites et obligations pourries (junk bonds) entre 2012 et 2016 au ministre des finances du Mozambique[119],[110] ;
- blanchiment d’argent de la mafia bulgare puni par la Cour suprême suisse[110] ;
- affaires d’espionnage interne entre hauts dirigeants à l’époque du PDG Tidjane Thiam[110] ;
- démission de son président António Horta-Osório pour avoir enfreint les règles de quarantaine en janvier 2022.